# Донори
Доно̀ри (на италиански и на сардински: Donori) е село и община в Южна Италия, провинция Южна Сардиния, автономен регион и остров Сардиния. Разположено е на 141 m надморска височина. Населението на общината е 2121 души (към 2010 г.).